# 록 라모라의 위험한 도박
《록 라모라의 위험한 도박》(영어: Red Seas Under Red Skies 붉은 하늘 아래 붉은 바다[*])은 스콧 린치의 2007년 장편 판타지 소설로, '젠틀맨 바스타드' 시리즈의 두 번째 작품이다. 대한민국에는 디앤씨미디어에서 강수은 번역으로 출간되었다.